# أبيل 2147
Abell 2147 أبيل-2147 هو عنقود مجري مدرج في فهرس أبيل للعناقيد المجرية. .يقع عنقود أبيل-2147 المجري على بعد 486 سنة ضوئية من الأرض  في إتجاة كوكبة الجاثي ضمن رأس الحية في قلب عنقود مجرات الجاثي العظيم (SCI 160) وبالقرب من عنقود Abell 2152 في حدود درجتين جنوب غرب عنقود الجاثي المجري (أبيل 2151).ومن الممكن أن يكون أبيل 2147 هو في الواقع جزء من عنقود الجاثي المجري إذا أخذنا بعين الاعتبار أنهما يتشاركان نفس الانزياح نحو الأحمر نحو 550 مليون سنة ضوئية. يتكون عنقود أبيل-2147 المجري في الغالب من مجرات خافتة، صغيرة ومتناثرة.

## وصلات خارجية
- صورة
- صور من مرصد تشاندرا الفضائي للأشعة السينية
- صورة تظهر الموقع بالنسبة إلى عناقيد أبيل الأخرى
- SIMBAD - ACO 2147 -- Cluster of Galaxies

## اقرأ أيضا
- أبل 39